# Tim Kostrevc
slovenski klaviaturist in saksofonist, igra tudi druge instrumente. Nekdanji član skupin Left Egg (saksofon) in Srečna mladina (saksofon, klaviature, vokal) , trenutno deluje v zasedbah Kamerad Krivatoff (avtor in izvajalec)  in Cancel (klaviature, tolkala, vokal, saksofon) . Sodeloval s skupinami Rambo Amadeus, Noctiferia, Red Five Point Star, Slon in Sadež, Leaf fat, Carina, Corkscrew, Obduction, Siti hlapci, Garbage Enemy, Happy Generated People, Woodoo Poopeye, Trije puhalci, Lovljenje ritma , portugalskim pesnikom Casimirom de Britom...

## Glasba v medijih
- glasbeni dokumentarec Srečna mladina 1993-2003 (skupina Srečna mladina) (2004)
- kratki film Seitaro - Sei (2004)
- otroški film Moja sestra Tina (soavtorja: Luka Jamnik, Jernej Jurc; RTV Slovenija, 2005)
- dokumentarec Leo's Fall (soavtor: Luka Jamnik; 2005)
- skate film Listen to Srečna mladina (2005)
- mladinska oddaja Tekma (soavtorja: Luka Jamnik, Jernej Jurc; RTV Slovenija, 2005)
- kratki film V avtu (skupina Srečna mladina) (2006)
- kratki film Entre Potes (skupina Srečna mladina) (2007)
- mladinska oddaja Tranzistor (RTV Slovenija, 2008)
- celovečerni film Pokrajina št. 2 (skupina Srečna mladina) (2008)
- predstava Ples na vodi (kolektiv Kamerad Krivatoff) (Mestno gledališče ljubljansko, premiera 12.3.2009)
- predstava Snežna Kraljica (soavtor: Luka Jamnik) (Lutkovno gledališče Ljubljana, premiera 1.12.2011) [5]
- celovečerni film Zgodbe iz sekreta (avtorska glasba in s skupino Srečna mladina) (2014)
- plesna predstava Momentum - Avenija ujetih trenutkov (avtorska glasba) (premiera 14.9.2015)
- dokumentarni skate film Deckument, od rolke do skejta (skupina Srečna mladina)
- predstava Izkoristi in zavrzi me (kolektiv Kamerad Krivatoff) (MGL, premiera 20.6.2019)
- dokumentarni film Mi nismo izgubljena generacija (skupina Srečna mladina) (2020)
- celovečerni film Pra*ica, slabšalni izraz za žensko (skupina Srečna mladina) (2021)
- predstava Kakor spodaj tako zgoraj (skupina Srečna mladina) (premiera 14.11.2021)

## Diskografija

### Kot član skupin / avtor:
- SREČNA MLADINA
  - SAMOSTOJNE PLOŠČE
    - 1996 Tenstan krompir je kul (Eko Alter) (kaseta)
    - 1998 Đa Balkan rasa (Nika 032)
    - 2002 Srečna mladina. (samozaložba)
    - 2004 10. letnik (Streets100; STRE001)
    - 2005 Listen to Srečna mladina (Obsešn) (cd + dvd)
    - 2018 15~18 (COMRADfilm CMD LP 001) (vinil)

  - KOMPILACIJE
    - 1998 Drž'te jih! To niso Niet!!! (Vinilmanija records VM CD015)
    - 2004 Huda frka
    - 2006 BFM - V živo z gosti (CD DALLAS 377)
    - 2006 Pankrti 06 (B Pop ZBD CD 005)
    - 2006 Europa Wox (FRA)
- KAMERAD KRIVATOFF
  - SAMOSTOJNE PLOŠČE
    - 2015 About Time (COMRADfilm CMD CD 001)

  - SINGLI
    - 2017 Draga/Trgovske poti

  - KOMPILACIJE
    - 2006 Pankrti 06 (B Pop ZBD CD 005)
    - 2008 Melodrom – Variacije (Nika NI-CD-R-0268)

### Kot gost:
- 1998 - RAMBO AMADEUS (saksofon); Drž'te jih! To niso Niet!!!
- 2003 - SITI HLAPCI (saksofon); Tukaj in Zdaj
- 2005 - DA PHENOMENA (back vokal); Skupaj sva
- 2005 - RED FIVE POINT STAR (saksofon); In Colour (Kapa records KAP CD001)
- 2006 - SLON IN SADEŽ (saksofon); Komercialne Pizde (Cela pametna založba CPCD006)
- 2007 - LEAF-FAT (saksofon); Rock Paper Scissors (Cela pametna založba CPCD019)
- 2009 - CORKSCREW (saksofon, programiranje, sintetizatorji); … to be Continued
- 2009 - OBDUCTION (saksofon); Fingerprint
- 2019 - CARINA (saksofon); Nš člouk (Nika NI-LP-R-0307)